# Четкоопашат гунди
Четкоопашатите гунди (Pectinator spekei) са вид дребни бозайници от семейство Гребенопръсти (Ctenodactylidae), единствен представител на род Pectinator.
Срещат се в полупустините и пустините на Сомалийския полуостров, като предпочитат скалисти местности с подходящи за тях укрития в скалните пукнатини.